# Hydra
Hydra (Hya), a Hidra fêmea, é uma constelação interceptada pelo equador celeste. A maior parte da constelação pertence ao hemisfério celestial sul, mas uma pequena região fica no hemisfério celestial norte. O genitivo, usado para formar nomes de estrelas, é Hydrae. 
Não se deve confundí-la com a outra constelação, muito menor, do Hydrus, que representa uma hidra macho.
Com 1303 graus quadrados, a Hidra é a maior das 88 constelações contemporâneas delineadas pela União Astronômica Internacional; porém, apesar do tamanho, só tem uma estrela brilhante: Alpha Hydrae, também conhecida como Alfarde.
As constelações vizinhas, segundo as delineações contemporâneas, são o Caranguejo, o Cão Menor, o Unicórnio, a Popa, a Bússola, a Máquina Pneumática, o Lobo, o Centauro, a Balança, a Virgem, o Corvo, a Taça e o Sextante.